# Anick Jakob
Anick Jakob  (* 1996) ist ein Schweizer Unihockeyspieler, der beim Nationalliga-A-Verein Unihockey Tigers Langnau unter Vertrag steht.

## Karriere
2014 stand Jakob zum ersten Mal im Kader der Unihockey Tigers Langnau in der Nationalliga A. Während der Saison 2017/18 wurde Jakob fix in das Kader der ersten Mannschaft aufgenommen. In seiner Debütsaison absolvierte er für die Unihockey Tigers Langnau eine Partie in der Nationalliga sowie vier weitere im Schweizer Cup. In der anschliessenden Saison entwickelte sich Jakob zum Stammspieler bei den Tigers.
2019 gewann Jakob mit den Unihockey Tigers Langnau den Schweizer Cup mit einem 9:8-Sieg über den Grasshopper Club Zürich.

## Erfolge
- Schweizer Cup: 2019